# Gomukhasana

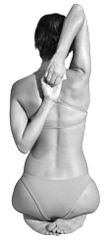
Rája Gômukhásana

Gômukhásana (dêvanágari गोमुखासन IAST gomukhāsana) é um ásana do ioga. É uma posição de braços que pode ser associada a vários outros ásanas e serve como alongamento para os braços e ombros.
Em sânscrito gô é vaca e mukha é face, rosto, cara.

## Execução
Segure uma mão a outra atrás das costas. Um dos braços vai por cima e o outro por baixo encontrando-se no meio das costas. Deve-se compensar, fazendo para os dois lados igualmente.

## Galeria
- Rája Gômukhásana
- Mahá Gômukhásana